# Gyna kazungulana
Gyna kazungulana är en kackerlacksart som beskrevs av Giglio-Tos 1907. Gyna kazungulana ingår i släktet Gyna och familjen jättekackerlackor.
Artens utbredningsområde är Zambia. Inga underarter finns listade i Catalogue of Life.